# Rezső Bálint

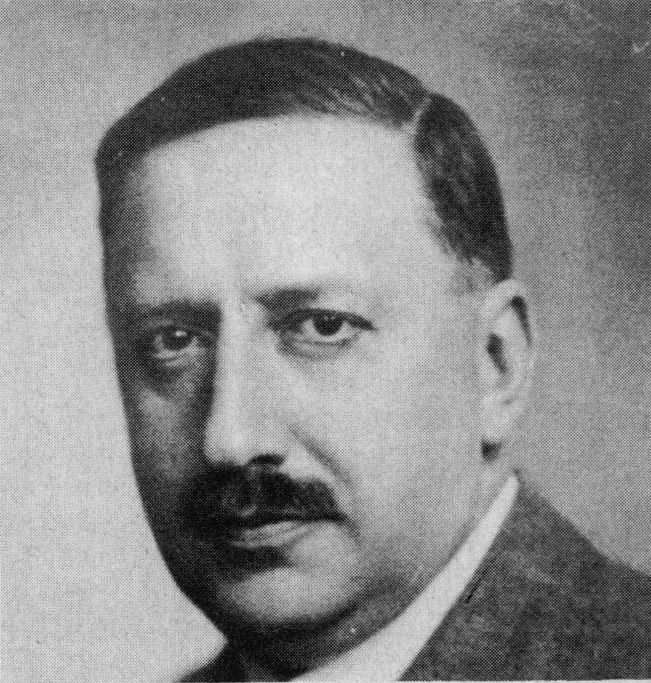
Rezsö Bálint

Rezsö Bálint (ur. jako Rezsö Bleyer 22 października 1874 w Budapeszcie, zm. 23 maja 1929 tamże) – węgierski lekarz internista i neurolog, profesor chorób wewnętrznych Uniwersytetu w Budapeszcie. Opisał rzadki zespół neurologiczny, określany dziś jako zespół Bálinta.
Rezsö Bálint studiował medycynę na Uniwersytecie w Budapeszcie. Doktoryzował się w 1897 roku. Był uczniem Frigyesa Korányi’ego i później adiunktem w jego klinice. W 1910 habilitował się z interny, został profesorem nadzwyczajnym w 1914 i profesorem zwyczajnym w 1917. Zmarł w 1929 roku na raka tarczycy.
Pierwsze neurologiczne prace Bálinta dotyczyły odruchów. W 1907 roku opisał przypadek pacjenta z zespołem objawów, nazwany później od jego imienia zespołem Balinta.
Badał patologię wegetatywnego układu nerwowego i patogenezę wrzodów żołądka.

## Wybrane prace
- Ueber das Verhalten der Patellarreflexe bei hohen Querschnittsmyelitiden, 1901
- Seelenlähmung des “Schauens”, optische Ataxie, räumliche Störung der Aufmerksamkeit[2], 1909
- Diaetetikai vezérfonal. Bp., 1924
- A cukorbetegség és az inzulin. Bp., 1927
- Ulcusproblem und Säurebasengleichgewicht. Berlin, 1927.
- Gewebsproliferation und Säurebasengleichgewicht. Pathologie und Klinik in Einzeldarstellungen. 1930.